# 풋잡

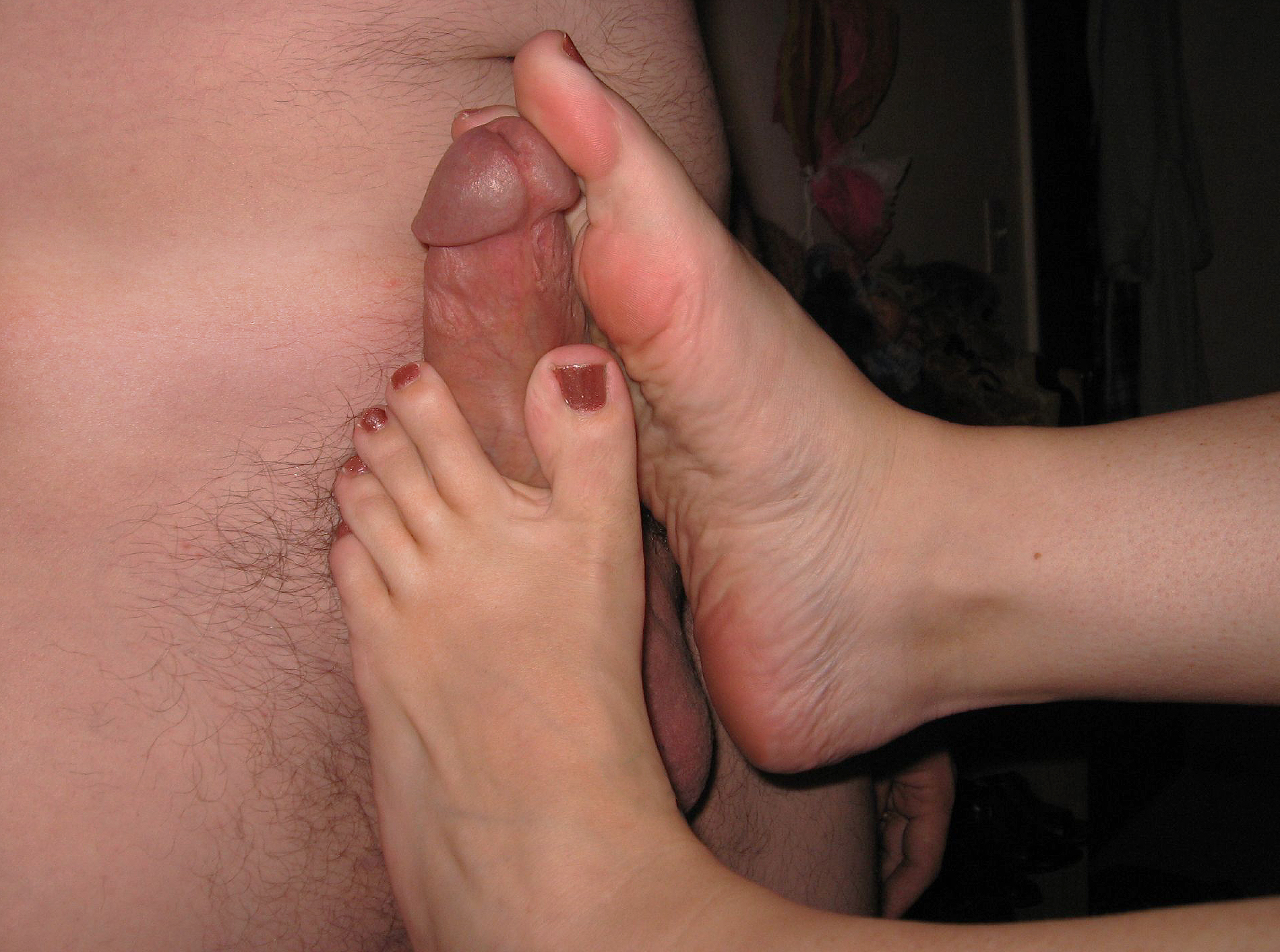

풋잡(영어: footjob)은 사람의 성기를 발로 자극하는 성행위이다.

## 같이 보기
- 비삽입성교
- 핸드잡
- 페티쉬